# Borsk
Borsk (dodatkowa nazwa w j. kaszub. Bòrsk) – wieś kaszubska w Polsce, położona w województwie pomorskim, w powiecie kościerskim, w gminie Karsin
Wieś leży na południowo-wschodnim brzegu Jeziora Wdzydzkiego.
Pobliskie Malary, obecnie leżące w granicach Borska (sołectwa), to miejsce urodzenia Mariana Mokwy, polskiego malarza-marynisty. We wsi tradycyjna kaszubska zabudowa, początek Kanału Wdy. 
W latach 1954–1961 wieś należała i była siedzibą władz gromady Borsk, po jej zniesieniu w gromadzie Wiele. W latach 1975–1998 miejscowość administracyjnie należała do województwa gdańskiego.
We wsi znajduje się powojskowe lotnisko Borsk otoczone przez sieć ruin bunkrów, na terenie którego w 2010 powstało lądowisko Borsk, obecnie wykorzystywane głównie przez paralotniarzy. Startowisko jest popularne ze względu na okoliczne tereny sprzyjające powstawaniu prądów wznoszących, rekordowe loty owocowały lądowaniem ponad 200km od miejsca startu. Lotnisko także okazyjnie wykorzystywane przez pilotów małych samolotów turystycznych.

## Części wsi
| SIMC    | Nazwa           | Rodzaj      |
| ------- | --------------- | ----------- |
| 0162429 | Czarnowodzianka | część wsi   |
| 0162435 | Jasnochówka     | część wsi   |
| 0162441 | Jeziorna        | część wsi   |
| 0162458 | Podrąbiona      | osada       |
| 0162464 | Rysiny          | osada leśna |

## Nazwy źródłowe miejscowości
niem. Borsk